# Голям маслинов присмехулник
Големият маслинов присмехулник (Hippolais olivetorum) е птица от семейство Acrocephalidae. Среща се и в България.